# Prison de Radogoszcz
 (février 2023).

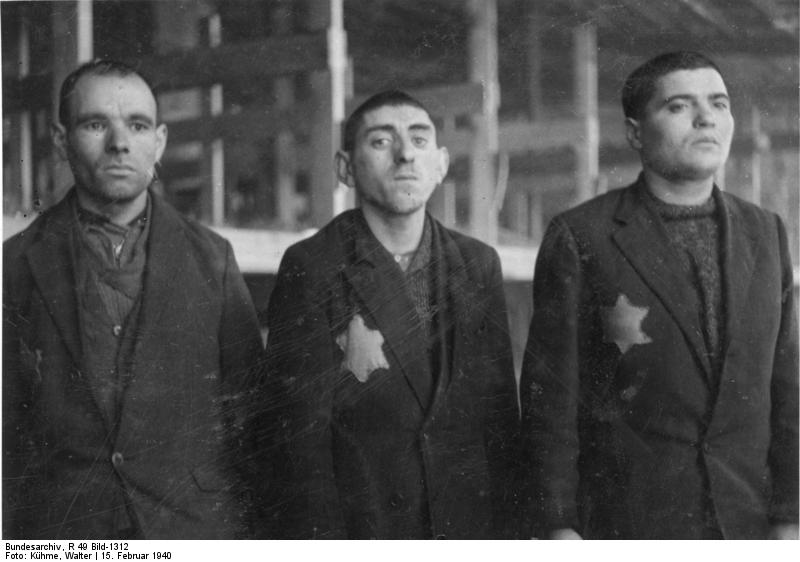
Les prisonniers juifs de Radogoszcz, 15 février 1940

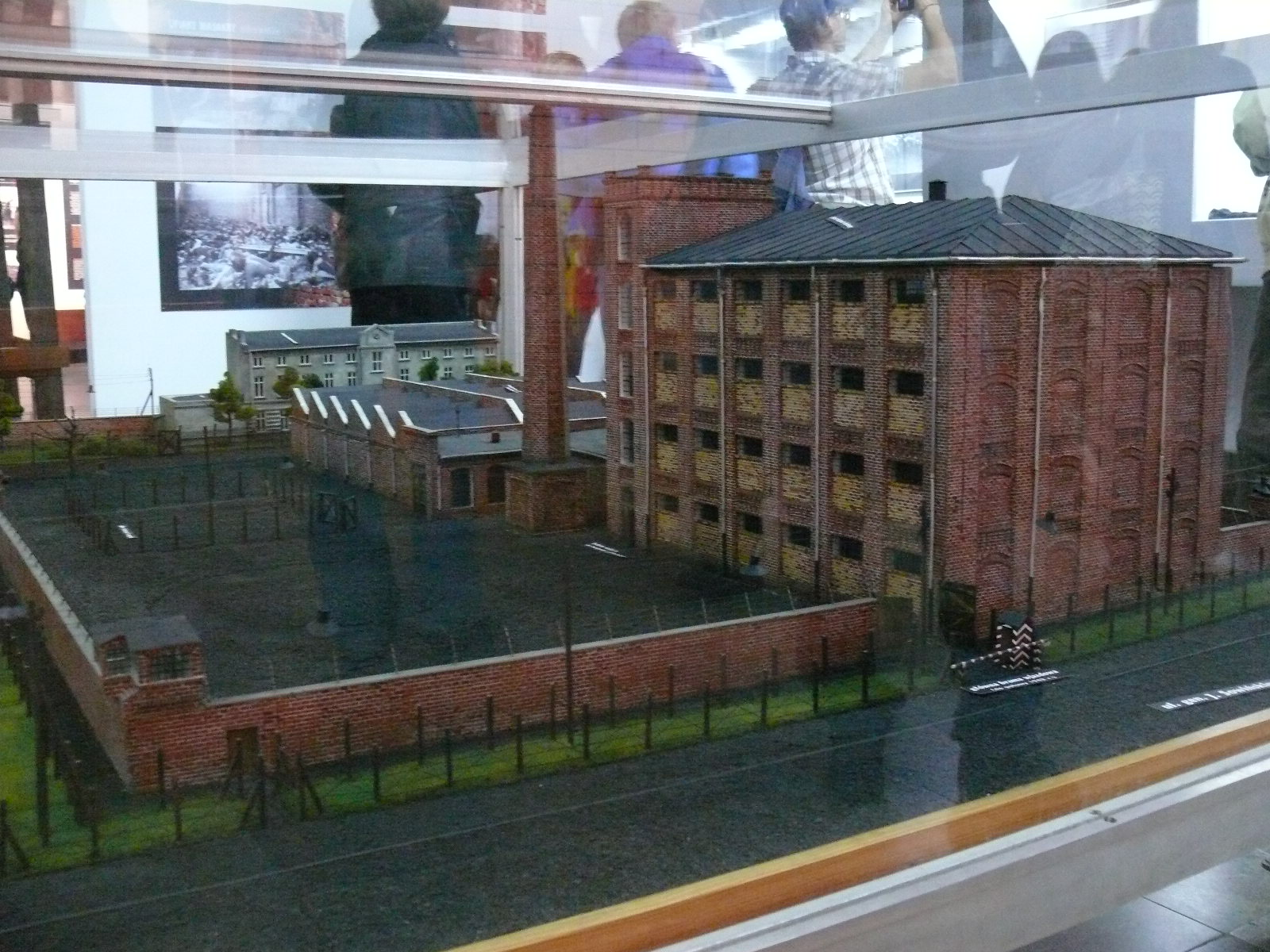
Maquette du bâtiment

La prison de Radogoszcz était une prison à Łódź (allemand: Erweitertes Polizeigefängnis, Radegast), en Pologne. Elle était utilisé par les autorités allemandes pendant l'occupation nazie de la Pologne lors de la Seconde Guerre mondiale.

## Construction
La physique du bâtiment date du début des années 1930, lorsque Samuel Abbé construit une usine de 4 étages dans le village de Radogoszcz (actuellement rue Zgierska à Łódź). Un mois avant l'occupation Nazie, en août 1939, l'Armée polonaise prend le contrôle du bâtiment.

## Utilisation comme prison
Radogoszcz est utilisé comme prison par la police nazie dès novembre 1939. La Gestapo, les SS et la police locale nouvellement formée y enferment leurs prisonniers. En novembre 1939 ont lieu les premiers meurtres. Il s'agit de détenus de l'intelligentsia polonaise assassinés dans un bois voisin, probablement dans le cadre de l'Intelligenzaktion. L'usine n'a jamais été conçue pour l'habitation et une association locale construit des cuisines simples et des salles de bains. L'association est empêchée de porter assistance aux prisonniers à partir de janvier 1940.
La prison abritait tous les types de prisonniers, y compris des Juifs, qui, après le versement d'une rançon de 150 marks par personne, furent ensuite transférés au ghetto de Łódź. Après le mois de janvier 1940, elle exclusivement abrité les détenus de sexe masculin. Avant cela, la prison est utilisée comme camp de transit pour les Polonais expulsés vers le Gouvernement général de Pologne. Par la suite, il a été peuplé par des prisonniers transférés d'une prison du 55, rue Krakowska.
En juillet 1940, une fois que tous les prisonniers en transit sont déplacés, la prison passe sous l'autorité exclusive de la police locale. À ce moment, de 500 à 2000 prisonniers avaient été exécutés. La prison était dirigée par des Polonais locaux d'origine allemande déclarés Volksdeutsche. Les prisonniers font des peines longues ou courtes, certains sont envoyés dans les camps de travail ou les camp de concentration. Au total, plus de 40 000 personnes sont passées par cette prison. Personne ne sait combien sont morts.

## Atrocités finales
Lorsque Łódź est sur le point d'être libérée par l'Armée rouge, le personnel de la prison commença à exterminer tous les prisonniers. Après, l'exécution des malades dans l'hôpital, une résistance se fit ressentir. Ils décident d'enfermer les prisonniers restants et d'incendier le bâtiment. Sur les 1 500 prisonniers présents dans les quatre étages du bâtiment incendié, seulement 30 survivent (grâce à un réservoir d'eau au dernier étage).
La seule personne condamnée pour des crimes commis dans la prison est le commandant Walther Pelzhausen capturé dans la Zone Américaine. Il a été exécuté en 1948. Aujourd'hui, le site est un musée en hommage aux victimes.